# Athens historie
Athens historie er lang og vigtig, for Athen er en af verdens ældste byer med en række mindesmærker efter afgørende øjeblikke i landets, Europas og verdens historie.

## Den ældste Tid (indtil c. 600 f. Kr.)
Athens og Attikas ældste historie er i den grad indhyllet i sagn, at det er vanskeligt med sikkerhed at udskille en historisk kerne. Athens beboere roste sig af at være autoktone: dvs. fødte i landet selv; men ved siden heraf fremtræder Athen som tilflugtssted for fordrevne stammer og slægter, således neleiderne fra Pylos og ionerne fra det nordlige Peloponnes, som begge var fordrevet af dorerne. Borgens grundlægger, Kekrops, kaldes en indvandret egypter, et tegn på forbindelsen med Orienten.
I det væsentlige har befolkningen i denne ældste, den pelasgiske, periode været den samme som senere; den næste periode betegnes ved Erechtheus, der kaldes gudinden Athenes fostersøn, den tredje ved Ion, der under en krig med nabostaden Eleusis blev athenernes general, og som skal have indført inddelingen i de 4 fyler. Inddelingen er et særkende for de ioniske stater, hvoraf Athen var den vigtigste. Samlingen af hele Attika til en enhedsstat med Athen som centrum tillægges Aigeus' søn Theseus, der også skal have inddelt folket i tre stænder, adelsmænd, bønder og håndværkere. Han døde efter sagnet i landflygtighed på Skyros, men senere kom hans slægt igen til magten, for blot igen at blive fortrængt af neleiden Melanthos, som var indvandret fra Pylos, og hvis søn, Kodros, nævnes som den sidste egentlige konge (d. 1068 f.Kr.).
Senere mistede kodriderne eneretten til kongedømmet, og forfatningen fik efterhånden en oligarkisk karakter, så at magten kom i hænderne på de adelige archonter og deres råd, Areopagos. Samtidig blev de økonomiske forhold værre, efterhånden som de livegne fæstere på adelens jorder sank ned til slavestatus, når de ikke kunne svare deres afgifter eller betale deres gæld. Den stigende misfornøjelse med adelens politiske og sociale herredømme blev brugt af adelsmanden Kylon til et forsøg på at opkaste sig til tyran (ca. 630 f.Kr.), men planen strandede på hans standsfællers modstand, og følgen blev kun heftige stridigheder inden for adelen. En halv snes år senere (621 f.Kr. eller 620 f.Kr.) havde Drakon magten, og hans hårdhændede (drakoniske) lovgivning indskrænkede sig vist ikke til en nedskrivning af de hidtil gældende retsvedtægter, men omfattede tillige en forfatningsreform på et bredere, timokratisk grundlag. Sikkert er det, at Drakon ikke tog sigte på at ændre de økonomisk misforhold, og derfor begyndte den politisk kamp igen inden længe.

## Demokratiets grundlæggelse
(c. 600-c. 500 f.Kr.).
Under disse farlige forhold bestemte de stridende parter sig til at vælge archonten Solon, en købmand af adelig slægt, til fredsmægler i (594 f.Kr.). Ved at slette al gæld (seisachtheia) og dermed gøre ejendommene prioritetsfri rådede han bod på den økonomiske misere, og mange genvandt friheden, og økonomiske flygtninge kunne vende tilbage til landet. For fremtiden blev det forbudt at give lån med sikkerhed i skyldnerens person. I fordelingen af politiske rettigheder gik han ud fra et timokratisk grundlag, hvor han benyttede en bestående inddeling i 4 skatteklasser, der var baseret på avlens størrelse:
• pentakosiomedimner (de, som avler 500 rummål af tørre eller flydende varer) 

• riddere (300 mål)

• zeugiter (200 mål)

• theter (under 200 mål),
De tre højere klasser fik adgang til embederne, medens den laveste klasse kun havde sæde i folkeforsamlingen og folkedomstolene. De afløste med tiden embedsmændene i den dømmende funktion, og på den måde blev al magt efterhånden samlet i folkets hånd. Det gamle råd på Areopagos vedblev at bestå med kontrollerende myndighed, men ved siden deraf fik et råd på 400 medlemmer, 100 fra hver fyle, administrationen under sig.
Den forsigtige fremgangsmåde, der prægede Solons forfatning, fik ikke den tilsigtede virkning. Begge parter var utilfredse, både de, der havde tabt ved gældsophævelsen og de demokratiske reformer, og også folkepartiet, der havde håbet på en omfordeling af al jordejendom. Derfor fremkaldte reformerne nye partikampe.
Som fører for folkepartiet lykkedes det adelsmanden Peisistratos, der havde udmærket sig som strateg i en krig mod Megara, at skaffe sig en livvagt, og støttet på den opkastede han sig (561 f.Kr. eller 560 f.Kr.) til tyran i Athen. Ganske vist blev han fordrevet to gange af sine modstandere, men da han havde erhvervet midler til at samle lejetropper i det guldrige Thrakien, sejrede han i slaget ved Pallenis og satte sig fast på magten, bl.a. ved at han narrede borgerne til at opgive deres våben.
Peisistratos benyttede sin magt med stor mildhed: han forbedrede den lavere befolknings økonomiske forhold og svækkede derved den politiske interesse hos den. Samtidig optrådte han som beskytter af kunst og litteratur. De bestående love overholdtes, og udadtil var Athen æret og frygtet.
Efter hans død (528 f.Kr.) førte hans ægtefødte sønner, Hippias og Hipparchos, regeringen videre i deres faders ånd, indtil mordet på Hipparchos (514 f.Kr.), der skyldtes en privat hævn fra Harmodios' og Aristogeitons side, forvandlede Hippias til en grusom og streng hersker.
Tre år senere (511 f.Kr.) lykkedes det ved spartansk intervention alkmeoniderne at få tyranfamilien fordrevet, men derefter brød partikampen ud igen: adelen blev ledet af Isagoras, demokratiet af alkmeoniden Kleisthenes. Isagoras indkaldte igen spartanerne, der fordrev alkmeoniderne og indsatte en oligarkisk regering, men folket tvang hurtigt spartanerne til at fortrække, og Kleisthenes blev kaldt tilbage.
Hans nye forfatning var langt mere demokratisk end Solons. I stedet for den tidligere politiske inddeling i 4 fyler oprettede han en inddeling i 10 fyler, hvori man optog en stor del af de fremmede (Metoiker), og endda slaver. Som et værn mod tyranniet indførtes ostrakismen.
Den ny statsorden blev straks truet af angreb fra forskellige sider: sydfra rykkede peloponneserne frem under de spartanske konger Kleomenes og Demaratos, selv om indbyrdes skinsyge mellem dem indbyrdes og Korinths modstand tvang dem til at vende om; nordfra angreb boioterne og chalkidierne ind i Attika, men athenerne slog dem begge og erobrede derpå Chalkis, hvis landområde blev besat med 4000 athenske klerucher.

## Glansperioden (5. årh. f. Kr.)
Demokratiets styrke kom snart på en endnu hårdere prøve, da Athens indblanding i ionernes opstand mod kong Dareios (499 f.Kr.) fik ham til at angribe Grækenland. Her stod athenienserne næsten uden fremmed hjælp, og medens Sparta forblev passivt, standsede de (490 f.Kr.) under ledelse af Miltiades persernes angreb ved Marathon og vandt derved en anerkendelse, som kom dem til nytte senere.
I det følgende tiår foregik kampen mellem på den ene side Themistokles, der ville udvikle Athens flåde, dels til værn mod et fornyet angreb fra perserne, dels til brug mod nabostaten Aiginas flåde, og på den anden side Aristeides, der forsvarede Athens traditionelle stilling som landmagt. Da Aristeides blev forvist ved ostrakisme (483 f.Kr.), kunne Themistokles uhindret gennemføre sin plan, der blev til Athens og hele Grækenlands frelse i Perserkrigen (480 f.Kr.), der fulgte kort efter. Den lunkenhed, som Sparta havde lagt for dagen i en del af krigen, stod i modsætning til den patriotisme, som athenienserne viste ved at prisgive land og by til fjendernes ødelæggelser. Det havde allerede fremkaldt en vis spænding mellem de to stater, og den voksede, da athenienserne nu begyndte at genopføre byens befæstning i forbedret form. Det lykkedes Themistokles at bringe spartanerne til ro ved diplomatisk kunst, og allerede i det næste år (478 f.Kr.) dannede Aristeides det athenske søhegemoni ved en sammenslutning af de ioniske stater, som var misfornøjede med den spartanske kongeformynder, Pausanias', tyranniske optræden. Formålet var at fortsætte kampen mod perserne, men efterhånden som den døde hen, foretrak forbundsfællerne at betale penge i sted for at stille skibe og tropper. De, der unddrog sig deres forpligtelser, blev bragt til underkastelse med magt, og flertallet gik over til at blive skatskyldige undersåtter.
Det areopagiske råd, som havde bidraget væsentligt til sejren ved sin modige optræden under perserkrigen, havde skaffet sig en betydelig indflydelse. Samtidig var borgernes selvfølelse steget, og det førte til en stærk demokratisk strømning, der blev båret af Aristeides, hvis politik gik ud på, at det herskende folk skulle leve på de beherskedes bekostning. Hans arvtager blev Ephialtes, der, vistnok i forening med Perikles, berøvede Areopagos hele dets politiske myndighed (462 f.Kr.). Allerede 5 år senere blev archontembedet gjort tilgængeligt for borgere af de tre højeste skatteklasser.
Samtidig med denne indre udvikling fik forholdet til Sparta en stadigt køligere karakter. Miltiades' søn, Kimon, søgte længe at bevare et venligt forhold til Sparta. Under den tredje messeniske krig afviste spartanerne af mistænksomhed et hjælpekorps, der var skabt på Kimons initiativ, og som stod under hans anførsel. Det fik Athen til at bryde åbent med Sparta og slutte forbund med byens gamle fjende, Argos. Kimon måtte for en tid gå i landflygtighed ved ostrakismen.
I den følgende tid udfoldede Athen en uhyre energi for at skabe sig et herredømme også til lands, og man udfordrede endog perserne ved at understøtte et oprør i Egypten. Dette forsøg på at optræde som verdensmagt mislykkedes, og medens perserne efter Kimons død (449 f.Kr.), der afsluttede perserkrigen, foreløbig ikke gjorde noget forsøg på at rokke ved det athenske søherredømme, fandt Athen det klogest at slutte en fred med Sparta og dets allierede i år 445 f.Kr., som betød, at byen måtte opgive alle de besiddelser, som man havde erhvervet sig på Peloponnes.
Under alle disse krige var der dog blevet tid til at bygge de lange mure fra Piræus til Athen, hvorved man sikrede byens forbindelse til havet. I den indre politik var førerskabet efter mordet på Ephialtes gået over til Perikles, der yderligere gennemførte Aristeides' tanker om et aktivt demokrati, bl.a ved at indføre diæter for de borgere, der udøvede den dømmende myndighed. Da Kimons svoger, Thukydides (Melesias 5. søn), var blevet landsforvist ved ostrakisme, stod Perikles ubestridt som det herskende demokratis leder. Han blev valgt år efter år til strateg, og han brugte posten til at tage magten over udenrigspolitikken. I alle henseender kan Athens indflydelse siges at have kulmineret under Perikles ledelse, så byen gjorde sig fortjent til navnet "Hellas' hovedstad".
Athens stilling som stormagt var stærkere, end Spartas nogen sinde havde været: ved anlæggelse af talrige kleruchier var der skabt støttepunkter i det erobrede land, og ved ny kolonisationer (Amfipolis, Thurioi) var det attiske element udbredt langt ud over statens grænser. De frafaldne forbundsfæller blev bragt til underkastelse, og Athens store flåde beherskede havet. Indtægterne flød rigeligt i statens kasse: alene den direkte skat fra forbundsfællerne beløb sig til 600 talenter om året, og den blev senere (i 425 f.Kr.) forhøjet til 1200 talenter.
Athens magtstilling styrkede udviklingen af handel og håndværk, og byen blev dominerende på pengemarkedet. Den politiske strid var til en vis grad døet hen, og det konservative parti havde for størstedelen sluttet sig til Perikles' politik, der ikke gjorde forskel på samfundsklasserne, mens en mindre del gik over til oligarkerne. Det radikale, demokratiske parti fik derimod snart større betydning. Det var baseret på underklassen, hvorfra man rekrutterede skibsmandskaberne. Dets ledere stammede fra folket, og de kæmpede for den ubemidlede befolknings interesser.
Athen havde ganske vist taget markant afstand fra sin landmagtspolitik ved freden i 445 f.Kr., men de peloponnesiske stater, især Korinth, følte sig dog truet på korntilførselen af Athens farlige overlegenhed til søs. Da så Athen blandede sig i en strid mellem Korinth og byens oprørske koloni, Kerkyra, og ikke ville give efter for Spartas krænkende fordringer, udbrød den peloponnesiske krig i foråret 431 f.Kr..
Athen beherskede havet og kunne med sin flåde genere fjenden i hans eget land, mens byen ikke kunne forhindre peloponnesiernes angreb til lands, som gentog sig næsten hvert år. Attikas befolkning måtte søge ly inden for Athens befæstning og de lange mure, og nødvendigheden af at skaffe disse brødløse mennesker mad og husly styrkede udviklingen af det absolutte demokrati, for de modtog diæter for virksomhed i statens tjeneste. Indtægterne fra forbundsfællerne flød nemlig lige så rigeligt som før ind i statens kasse. Perikles' død (429 f.Kr.) var en større ulykke end selv pesten, hvis uheldige virkninger var forbigående, for Kleon, der blev hans efterfølger som demokratiets leder, havde hverken hans dygtighed eller forsigtighed. Han støttede sig nærmest til den fattige del af befolkningen, som han tækkedes ved at forhøje dommernes diæter. Det var ham, der bestemte, at Spartas fredstilbud efter Demosthenes' heldige kamp ved Pylos (425 f.Kr.) blev afvist, og krigen fortsatte, indtil den konservative adelsmand, Nikias, fik afsluttet den såkaldte Nikiasfred (421 f.Kr.) efter slaget ved Amfipolis (422 f.Kr.).
Forholdet til Sparta var nu i den første tid meget venskabeligt, men det gik snart galt igen. Krigspartiet fandt en ny leder i Alkibiades, og et forsøg på at befri staten for ham eller hans modstander Nikias ved ostrakisme strandede. Foreløbig indskrænkede Athen sig til at understøtte sine forbundsfæller i Argos mod Sparta, indtil stridigheder på Sicilien gav anledning til det berømte felttog mod Syrakus (415 f.Kr.-413 f.Kr.).
Da Alkibiades blev kaldt hjem og i stedet flygtede til Sparta, blev situationen helt forandret. Den vedvarende besættelse af Attika, som spartanerne nu indledte efter hans råd, og det øgede frafald blandt forbundsfællerne gjorde år efter år Athens stilling mere fortvivlet, og da også Persien begyndte at blande sig i krigen som Spartas forbundsfælle (412 f.Kr.), kunne selv en amnesti til Alkibiades kun bevirke en forbigående ændring til Athens fordel.
Det demokratiske parti kunne hverken udnytte hans dygtige krigsførelse eller sejren ved de Arginusiske Øer (406 f.Kr.), og efter nederlaget ved Aigospotamoi måtte Athen acceptere en ydmygende fred (404 f.Kr.), der betød tabet af søherredømmet og indordning under Spartas overherredømme. Byens fæstningsværker og de lange mure blev revet ned, og flåden udleveret.
I krigens sidste halvdel havde imidlertid de indre forhold udviklet sig på en ejendommelig måde. Efter Nikias' død i (413 f.Kr.) havde det konservative demokrati ingen egentlig leder, mens de radikale demokrater blev repræsenteret af ubetydelige personer. Under disse forhold voksede det reaktionære parti sig stærkt og fik dygtige ledere i mænd som taleren Theramenes, advokaten Antifon og feltherren Phrynichos. Med den påstand, at en oligarkisk forfatning var nødvendig for at kunne få hjælp af perserne, lykkedes det oligarkerne (411 f.Kr.) at få folket med til en ny forfatning. Da de gyldne løfter viste sig uholdbare, og da de demokratisk sindede besætninger på flåden tog parti imod den ny regering under ledere som Thrasybulos og Alkibiades, begyndte der også at opstå en stærk misfornøjelse i byen selv, styrket ved mistanken om, at regeringspartiet begik forræderi i forbindelse med Sparta.
Theramenes og andre af lederne ønskede et mere moderat oligarki, og da regeringen ikke kunne forhindre tabet af Euboia, som var vigtig for byen, blev oligarkiet efter kun 4 måneders regering styrtet i (411 f.Kr.). Ved freden i 404 f.Kr. havde Sparta haft planer om at indskrænke folkefriheden i Athen, og da den moderate, den demokratiske og den reaktionære fraktion kom i strid indbyrdes, tog den spartanske feltherre, Lysandros, parti for oligarkerne og indsatte de 30s regering (»de 30 tyranner«) under ledelse af Kritias og Theramenes.
Selv om De Tredives voldsherredømme blev støttet af en spartansk garnison, fik det ikke lang levetid. Allerede i 403 f.Kr. vendte emigranterne tilbage, og demokratiet blev genoprettet i en noget mere moderat form.

## Forfaldsperioden (c.400 f.Kr.–529e. Kr.)
Spartas tyranniske færd over for sine egne forbundsfæller gav snart Athen lejlighed til at komme ud af det ydmygende afhængighedsforhold til Sparta. I den korinthiske krig (395 f.Kr.) gjorde Athen fælles sag med Theben og Korinth mod Sparta, og i søslaget ved Knidos (394 f.Kr.) tilintetgjorde Konon med persisk hjælp den spartanske flåde og fik derpå genopbygget de lange mure. Senere vandt Ifikrates til lands en stor sejr over spartanerne, og ved den antalkidiske fred (387 f.Kr.) beholdt Athen øerne Lemnos, Imbros og Skyros.
Under striden mellem Sparta og Theben tog Athen en tid parti for Theben, og samtidig (378 f.Kr.-377 f.Kr.) skabte man det andet attiske søforbund under Kallistratos' ledelse. Det bestod af omtrent 70 byer og øer, som fik garanteret deres selvstændighed. Med Timotheos, Konons søn, og Ghabrias havde man fået dygtige feltherrer. Thebens voksende magt fik imidlertid Athen til at trække sig tilbage fra det, og ved Mantineia i (362 f.Kr.) kæmpede Athenerne som Spartas forbundsfæller. Athens magt var på dette tidspunkt ret omfattende, men langtfra stærkt befæstet, og den blev svækket kort efter ved forbundsfællekrigen (357 f.Kr.-355 f.Kr.), der endte med, at Athen måtte opgive de vigtigste af sine forbundsfæller og dermed sine drømme om at blive en stormagt.
Det var så godt som umuligt at tage kampen op for alvor med Filip af Makedonien under disse forhold, og folket kunne ikke bekvemme sig til at sætte alt ind på et forsøg på at sikre Hellas mod en fremmed erobring, sådan som Demosthenes ønskede det. Der gik næsten en snes år med halvhjertet modstand eller usikker fred, indtil slaget ved Chaironeia (338 f.Kr.) tvang Athen til at anerkende Filip som overherre over hele Grækenland.
Da Filip døde kort efter (336 f.Kr.), gjorde Athen tilløb til at genvinde friheden under indtryk fra et falsk rygte om, at Alexander også var død i (335 f.Kr.), men byen blev hurtigt bragt til ro, og med Alexander den Store fik den en herre, der var opfyldt af beundring for dens stilling som Grækenlands åndelige centrum.
Udsigterne så ud til at være bedre, da den lamiske krig (323 f.Kr.-322 f.Kr.) udbrød efter Alexanders død, men efter det uheldige Slag ved Krannon (322 f.Kr.) måtte Athen igen underkaste sig, og byens ledere måtte bøde med livet for deres politik. I stedet for demokratiet, der efter genskabelsen i (403 f.Kr.) var nået til, at man skulle have diæter for at give møde i folkeforsamlingen, oprettede Antipatros en timokratisk forfatning, som betød, at over halvdelen mistede deres borgerret. Allerede efter Antipatros død i 318 f.Kr., genindførte man demokratiet. Omvendt fik Athen en god tid under falereren Demetrios, der virkede som makedonsk regent (317 f.Kr.-307 f.Kr.). Demetrios Poliorketes genindførte demokratiet i 307 f.Kr., men efter nederlaget ved Ipsos (301 f.Kr.) lukkede Athen sine porte for ham, og først i 298 f.Kr. tvang han byen til overgivelse. Ved hjælp fra Kong Pyrrhos af Epeiros gjorde Athen sig senere (287 f.Kr.) uafhængigt, indtil Antigonos Gonatas (263 f.Kr.) tvang byen til at modtage en makedonisk garnison. Ved Aratos hjælp blev Athen befriet (229 f.Kr.) fra det makedoniske herredømme og indtrådte i det achæiske forbund.

## Romerriget
Under krigene mellem Rom og Makedonien (211 f.Kr.-205 f.Kr., 200 f.Kr.-197 f.Kr., 171 f.Kr.- 167 f.Kr.) holdt Athen med romerne og opnåede derved foruden selvstændighed også forskellige besiddelser, f.eks. Lemnos, Imbros og Paros; men da Grækenland blev undertvunget af romerne (146 f.Kr.), blev Athen også sat under opsyn af den romerske statholder i Makedonien, dog uden at miste sin indre selvstændighed, og byen nød stor anseelse som universitetsby. Et hårdt slag ramte den, da den tog Mithradates' parti under den første mithradatiske krig og blev operationsbasis for hans general, Archelaos. Sulla erobrede byen i (87 f.Kr.) efter hårdnakket modstand og ødelagde dens forsvarsværker og værfter, så at dens velstand var knækket for lange tider.
I borgerkrigene havde Athen den uheldige skæbne altid at holde med den tabende part (Pompejus, Brutus og Cassius, Antonius), men respekten for dens store fortid bragte sejrherrerne til at behandle den med skånsomhed. Athen fik en efterblomstring under kejser Hadrian (117-138), der ofte opholdt sig i byen og på mange måder forskønnede den, f.eks. ved at fuldføre det tempel for den olympiske Zeus, som var påbegyndt under Peisistratos. Både han og de følgende kejsere brugte lærere i filosofi, og hovedskolerne, den akademiske, den peripatetiske, den epikuræiske og den stoiske, havde hver sin repræsentant. Taleren Herodes Attikos var samtidig med Hadrian, og han stod for opførelsen af et pragtfuldt teater, det såkaldte Odeion.
To gange blev byen erobret af barbarer: i 267 af goterne og i 395 af Alarik. Det blev skæbnesvangert for byen, at den østromerske kejser, Justinian 1., lukkede Platons akademi i 529 og inddrog de midler, der havde været bevilget til det. Dermed var Athens rolle som oldtidens åndelige stormagt udspillet.

## Athen iMiddelalderen
Med nedlæggelse af Platons akademi mistede Athen den sidste rest af betydning, og i lange tider var der der så godt som intet at høre om byen og dens skæbne. Men mindesmærkerne stod der stadig, og den kristne kirke tog hånd om dem. En del templer blev omdannet til kirker, Parthenon muligvis allerede under Justinian, og kun få hedenske helligdomme blev ødelagt. Mere er der formodentlig gået tabt ved opførelsen af den Justinianske Fæstningsmur. Akropolis blev befæstet og blev til frankernes Castell Setines, eller nordboernes Odinsborg.
Omtrent fra 1050 genopstod interessen for Athens fortid. Omkring 860 var byen blevet sæde for en ærkebisp, der noget senere blev ophøjet til metropolit. En af disse ærkebisper, den lærde og begavede Michael Akominatos, der var en begejstret beundrer af oldtidsbyens kultur, har i sine breve givet en skildring af dens tilstand på den tid. Murene er indsunkne og gaderne øde; sproget er blevet til en rå dialekt, ingen beskæftiger sig mere med filosofi, næppe med et håndværk, intet athensk arbejde dur.
Det er øjensynligt, at mens byer som Korinth og Theben trods skattetryk og sørøveruvæsen endnu trivedes ved handel og industri, så savnede Athen evne til at rejse sig. Under det 4. Korstog i april 1204 blev Konstantinopel indtaget af frankere og venetianere, og Athen underlagt markgrev Bonifacius af Montferrat. Som konge af Thessalonika forlenede markgreven Attika til Otton de la Roche, der var af en fornem burgundisk slægt. Athenernes herre indrettede sit lille rige som en feudalstat efter sit hjemlands og de andre korsfarerstaters mønster. Hans nevø og efterfølger, Guido, tog ophold i Theben, der egnede sig bedre som residens end det fattige Athen, men i 1260 antog han ikke desto mindre titlen ”Hertug af Athen”. I 1308 uddøde huset de la Roche, og snart efter kom Athen ind under katalanerne. De græske undersåtters stilling blev højst uheldig. Selv velhavende grækere var ikke stort bedre stillet end livegne i det 19. århundrede i Rusland, og den græske kirke fik kun lov til at eksistere som en tålt sekt, der blev regnet for skismatikere.
Katalonernes stat havde allerede i nogle år været i fuld opløsning, da Akropolis efter en langvarig belejring 1387 blev overgivet til den rige florentiner Nerio Acciajuoli, der nu så sig som hertugdømmet Athens herre. Italienernes komme betød en stor forbedring i grækernes forhold. Den græske nationalfølelse, der tidligere var blevet stærkt trådt under fødder, blev styrket ved indsættelsen af en græsk-katolsk ærkebiskop. Han tog bolig i et hus i den nedre del af byen, der også senere under tyrkerne blev ved med at være residens for ærkebispen, mens den romersk-katolske ærkebiskop, der var blevet indsat under frankerherredømmet, stadig boede på Akropolis, hvor Nerio også selv slog sig ned.
Samtidig med, at den græske befolkning atter arbejdede sig op, fik Grækenland et nyt befolkningselement af stor betydning i albanerne. Siden midten af 14. århundrede var de begyndt på en ret fredelig invasion, der fortsatte længe. De nåede ikke kun til fastlandet, men også mange af øerne fik en albansk befolkning.
Den kloge florentinske bankier døde 1394. Den latinsk parthenonskirke, hvor han ønskede at blive begravet, skænkede han i sit testamente rige gaver. Han skænkede kirken til selve byen Athen, og han bestemte, at afgifterne fra Athen skulle benyttes til kirkens vedligeholdelse, men testamentet kun delvist bragt til udførelse. Den truende afhængighed af en romersk-katolsk biskop ophidsede nationalpartiet i den grad, at man indkaldte tyrkerne efter aftale med ærkebispen. De besatte uden modstand den lavere del af byen, men borgen holdt sig, og da det snart efter lykkedes venetianerne at drive tyrkerne bort, besatte de igen Akropolis.
Efter nogle års kamp måtte republikken dog i 1405 overdrage Nerios uægte søn, Antonio Acciajuoli, landet som len; men allerede i 1416 tvang sultan Muhammed 1. ham til at anerkende sig som overherre. Antonios regering var en god tid for Athen, der atter var blevet hovedstad. Som faderen vedligeholdt han byen, men især paladset på borgen, der blev forvandlet til et florentinsk slot. Grundbestanddelen af denne bygning, hvis oprindelse er ældre end Nerio, og som måske kan føres tilbage til den byzantinske tid, var Propylæerne, der først blev ødelagt ved en krudteksplosion 1656. Paladset blev nedrevet i 1835.
Et andet minde fra vesteuropæernes herredømme var det vældige, massive frankertårn, der først blev fjernet i 1874. Acciajuolierne holdt sig som herskere i Athen indtil 1458, da Muhammed 2.s feltherre, Omar, indtog Akropolis. Den sidste hertug, France Acciajuoli, fik Theben som erstatning, men i 1460 blev han snigmyrdet af tyrkerne. På den tid var interessen for Athens store fortid allerede levende. En del år før havde Cyriacus fra Ancona, epigrafikkens fader, besøgt byen, mest for at samle indskrifter, men han havde dog også øje for resterne af oldtidens kunst.
Mellem beundrerne af byen må man også tælle selve sultanen, der besøgte byen i 1458 og behandlede indbyggerne med stor mildhed. De græsk-katolske fik fuldstændig trosfrihed, men Parthenonkirken blev indrettet til moské og Erechtheion til harem. Den romersk-katolske menighed sygnede efterhånden hen. Athens udvikling blev nogenlunde god under tyrkerherredømmet. Akropolis fik en osmannisk besætning, der blev indsat en tyrkisk forvaltningsembedsmand, og en kadi plejede retten, men den oprindelige befolkning beholdt sit byråd. Skatterne var ikke trykkende, og i overensstemmelse med tyrkisk politik rørte man heller ikke senere ved religionen.

## Hovedstad i Grækenland
Den græske frihedskrig blev indledt i 1821, og den blev fuldført i 1830, da England, Frankrig og Rusland tvang det Osmanniske rige til at give Grækenland dets frihed. Man valgte den bayerske prins, Otto, som konge, men han blev afsat 30 år senere, da en prins af huset Glüksburg blev indsat som hans efterfølger. Han fik navnet Georg 1., hellenernes konge. Det stod uimodsagt, at Athen skulle være den frie, græske stats hovedstad, og med den nye rolle fulgte en lang periode med genopbygning.
Athen oplevede den første periode med befolkningstilvækst i nyere tid, da mere end en million flygtninge matte forlade Tyrkiet efter krigen i 1921. Forstæderne Nea Ionia og Nea Smyrni blev grundlagt som flygtningelejre i udkanten af byen.
Grækenland var allieret med England og Frankrig ved den 2. verdenskrigs udbrud. Landet blev angrebet af Italien efter Mussolinis ultimatum og efterfølgende besat af tyske, italienske og bulgarske tropper. Athen blev besat af tyske tropper. Det medførte, at befolkningen måtte udholde frygtelige lidelser i krigens sidste par år, indtil modstandsbevægelsen fordrev besættelsestropperne fra landet.
Efter modstandskampen havde landet fået en erfaren og kampvillig, kommunistisk hær. Den ønskede sig et folkedemokrati efter jugoslavisk model, og da det ikke blev virkelighed, begyndte en bitter borgerkrig, som varede fra 1944 til 1949. I 1944 oplevede Athen heftige kampe mellem kommunistiske styrker og de kongetro.
Efter krigen kom den næste store tilvækst, da landbefolkningen forlod landsbyer og øer for at finde arbejde. Fra 1952 og til sidst på året 1963 blev landet regeret af konservative regeringer, men i 1963 blev Centrum-unionen under George Papandreou valgt ind som det største parti og overtog regeringsmagten indtil 1965. Efter en række ustabile koalitionsregeringer forsøgte den unge konge, Konstantin, at tage del i regeringsdannelsen, men uden andet resultat end det, at der opstod et fuldstændigt dødvande.
I april 1967 overtog hæren magten ved et næsten ublodigt kup under ledelse af en gruppe oberster. I dagene derpå blev tusindvis af venstreorienterede fanget og deporteret til ensomme øer i Det ægæiske Hav. Kongen blev i Athen, men i december måtte han efter et amatøragtigt kupforsøg gå i eksil med hele sin familie. De få måneders tøven blev forstået som en stiltiende anerkendelse af obersternes diktatur, og han har ikke siden været velkommen i landet. Da obersterne forsøgte at blande sig i de cypriotiske forhold, udløste de den tyrkiske invasion af nordøen i 1974. Derefter faldt diktaturet sammen, og demokratiet blev genoprettet. Den græske tilslutning til EU i 1981 gav en strøm af investeringer til Athens erhvervsliv, men også stigende sociale og miljømæssige problemer.
Athen har haft nogle af de værste problemer i verden med trafik og forurening. Det har skabt nye trusler mod de antikke monumenter, at både sur regn og vibrationer fra tung trafik nedbryder marmoret. Disse problemer var én af hovedårsagerne til, at byen ikke som ventet af mange fik de Olympiske Lege i 1996 i 100-året for de første moderne lege i 1896.
De Olympiske Lege kom dog til Athen i 2004 og blev en stor succes. Forberedelsen har givet infrastrukturen et gevaldigt løft, bl.a. med en ny lufthavn og to nye metrolinier.